# Marcollin
Marcollin is een gemeente in het Franse departement Isère (regio Auvergne-Rhône-Alpes) en telt 576 inwoners (2005). De plaats maakt deel uit van het arrondissement Grenoble.

## Geografie
De oppervlakte van Marcollin bedraagt 10,6 km², de bevolkingsdichtheid is 54,3 inwoners per km².
De onderstaande kaart toont de ligging van Marcollin met de belangrijkste infrastructuur en aangrenzende gemeenten.

## Demografie
Onderstaande figuur toont het verloop van het inwonertal (bron: INSEE-tellingen).